# پیناکولیل الکل
پیناکولیل الکل (به انگلیسی: Pinacolyl alcohol) با فرمول شیمیایی C6H14O یک ترکیب شیمیایی است. که جرم مولی آن ۱۰۲٫۱۷۴ گرم بر مول می‌باشد. 